# Quận Washington, Oregon
Quận Washington là một trong 36 quận của tiểu bang Oregon. Ban đầu nó có tên là Twality năm 1843, Lập pháp Lãnh thổ Oregon đặt tên cho nó theo tên của vị tổng thống đầu tiên của Hoa Kỳ là George Washington năm 1849. Theo điều tra dân số năm 2000, dân số của quận là 445.342. Hillsboro là quận lỵ và là thành phố lớn nhất của quận.

## Chính quyền
Quận được điều hành bởi một ủy ban dân cử gồm năm ủy viên. Quận được chia thành 4 khu. Mỗi ủy viên đặc trách mỗi khu, và vị ủy viên thứ năm chính là chủ tịch của ủy ban.

## Kinh tế
Quận Washington có trung tâm nằm tại vùng đồng bằng phì nhiêu thu hút các nông gia trước khi có đường ray do xe ngựa kéo đầu tiên. Năm 1997, vườn cây ăn trái bao phủ một diện tích là 8.403 mẫu Anh (34 km²) đất quận và 1.163 mẫu Anh (4.7 km²) được dành trồng nho.  Nông nghiệp vẫn là một ngành công nghiệp chính tại Quận Washington cũng như lâm nghiệp, sản xuất, chế biến thức ăn.
Sự phát triển một ngành công nghiệp điện tử lớn vào thập niên 1980 và thập niên 1990 là một nhân tố ưu thế của nền kinh tế quận. Hãng Intel có trụ sở đóng tại California là hãng mướn nhiều công nhân nhất Oregon và phần lớn công nhân tập trung trong quận này.
Nike, hãng duy nhất trong danh sách Fortune 500 đóng trụ sở tại Oregon có tổng hành dinh của nó tại Quận Washington.  Cho đến khi bị IBM mua lại, Sequent Computer Systems có tổng hành dinh ngay cạnh bên Nike. Các cơ sở này bây giờ là dành cho một số nhóm phát triển phần mền cho IBM.

## Địa lý
Vị trí của quận khoảng 20 dặm (32 km) về phía tây của Portland.  Quận có tổng diện tích là 726 dặm vuông (1.881 km²) trong đó đất chiếm 724 dặm vuông (1.874 km²) và nước chiếm 3 dặm vuông (7 km²) hay 0,36%. Điểm cao nhất của quận là Núi South Saddle cao 3.464 ft (1.056 m) trên mặt biển.

### Các quận giáp ranh
Quận Washington là một trong năm quận của Oregon hình thành lên Đại Portland. Bốn quận kia là:
- Quận Multnomah, Oregon - (đông)
- Quận Clackamas, Oregon - (đông nam)
- Quận Columbia, Oregon - (bắc)
- Quận Yamhill, Oregon - (nam)

Các quận miền quê giáp ranh:
- Quận Tillamook, Oregon - (tây)
- Quận Clatsop, Oregon - (tây bắc)

### Các xa lộ chính
- Xa lộ Liên tiểu bang 5
- Xa lộ Liên tiểu bang 205
- Quốc lộ Hoa Kỳ 26
- Xa lộ Oregon 6
- Xa lộ Oregon 8
- Xa lộ Oregon 10
- Xa lộ Oregon 47
- Xa lộ Oregon 99W
- Xa lộ Oregon 210
- Xa lộ Oregon 217
- Xa lộ Oregon 219

## Lịch sử
Lập pháp Lâm thời Oregon thành lập Khu Twality ngày 5 tháng 7 năm 1843. Twality là một trong bốn khu ban đầu của Chính quyền Lâm thời Oregon trong Xứ Oregon cùng với Clackamas, Champooick (sau này là Marion), và Yamhill. Columbia, sau này được biết là Hillsboro được chọn làm quận lỵ vào năm 1850. Quận Washington có ranh giới hiện tại vào năm 1854 với việc thành lập Quận Columbia về phía bắc và Quận Multnomah về phía đông.
Việc xây dựng Lộ Thung lũng (Canyon Road) đến Beaverton đã giúp Portland giữ vững vị trí của mình như một cảng chính yếu của Oregon, và đánh bại những nỗ lực của các khu định cư đối thủ khác như Oregon City và Milwaukie.
Tháng 11 năm 2004, quận và thành phố Beaverton đồng ý một kế hoạch mà thành phố sẽ sáp nhập cả những khu dân cư chưa được tổ chức cũng như những khu vực đất có giá trị cao. Điều này đưa đến việc các khu vực như Cedar Hills, Garden Home, Raleigh Hills, West Slope được hợp nhất vào khoảng năm 2010. Các cộng đồng Aloha, Bethany, và Cedar Mill cũng sẽ được hợp nhất sau đó.

## Các cộng đồng

### Các thành phố hợp nhất
| - Banks - Beaverton - Cornelius - Durham - Forest Grove - Gaston - Hillsboro - King City | - Lake Oswego (phần nhỏ, đa số nằm trong Quận Clackamas) - Portland (phần nhỏ, đa số nằm trong Quận Multnomah) - North Plains - Sherwood - Tigard - Tualatin - Wilsonville (phần nhỏ, đa số nằm trong Quận Clackamas) |

### Các cộng đồng chưa hợp nhấtvà nhữngnơi ấn định cho thống kê
| - Aloha - Bethany - Bonny Slope - Bull Mountain - Buxton - Carnation - Cedar Hills - Cedar Mill - Cherry Grove - Cooper Mountain - Dilley - Gales Creek - Garden Home-Whitford | - Glenwood - Helvetia - Kinton - Laurel - Laurelwood - Manning - Marlene Village - Metzger - Mountaindale - Oak Hills - Orenco - Progress | - Raleigh Hills - Reedville - Rockcreek - Roy - Scholls - Six Corners - Timber - Verboort - West Haven-Sylvan - West Slope - West Union - Witch Hazel |